# 61. додела Оскара
61. додела Награда америчке Академије за филм (популарно додела Оскара) (енгл. 61st Academy Awards), коју је организовала Академија филмских уметности и наука (АМПАС), доделила је награде најбољим филмовима из 1988. године. Церемонија је одржана у дворани Шрајн аудиторијум у Лос Анђелесу, са почетком у 18.00 часова. Током церемоније, АМПАС је доделио Оскаре у 23 категорије. Церемонију, коју је у Сједињеним Америчким Државама преносио Еј-Би-Си, продуцирао је Алан Кар, а режирао Џеф Марголис. Десет дана раније, на церемонији одржаној у хотелу Беверли Хилс на Беверли Хилсу у Калифорнији, Оскара за техничка достигнућа уручила је Енџи Дикинсон.
Кишни човек освојио је четири награде, укључујући и награду за најбољи филм. Међу осталим добитницима су били Ко је сместио Зеки Роџеру са четири награде, Опасне везе са три, и Оптужена, Случајни туриста, Риба звана Ванда, The Appointments of Dennis Jennings, Битлђус, Птица, Hôtel Terminus: The Life and Times of Klaus Barbie, Милагро, Мисисипи у пламену, Пеле освајач, Tin Toy, Запослена девојка, и You Don't Have to Die са по једном наградом.
Телевизијски пренос је привукао преко 42 милиона гледалаца у Сједињеним Америчким Државама, што је била најгледанија церемонија до тог тренутка, све док је није надмашила 70. додела Оскара 1998. године, која је прикупила аудиторијум од преко 57 милиона. Церемонија је обележила промене као што су увођење фразе „И Оскар иде ...“ и одсуство традиционалног домаћина. Број отварања церемоније, у којем су Снежана и Роб Лоу, наишао је на озбиљне критике. Алан Кар се суочио са значајном реакцијом, што је навело Академију да формира комитет који ће одговорити на критике и оценити продукцију церемоније.

## Победници и номиновани
Номинације за 61. доделу Оскара објављене су 15. фебруара 1989. године у позоришту Семјуел Голдвин на Беверли Хилсу у Калифорнији од стране Ричарда Кан, председника Академије, и глумице Ен Арчера. Кишни човек је предводио са бројем номинација, са осам номинација; а Опасне везе и Мисисипи у пламену су изједначено делили друго место са по седам номинација.
Победници су проглашени на свечаној додели награда 29. марта 1989. године. Добитница за најбољу глумицу Џоди Фостер постала је осма особа у историји која је победила у поменутој категорији за филм са једном номинацијом. Последња особа која је постигла овај подвиг била је Софија Лорен када је победила за улогу у филму Две жене, године 1961. Награду на најбољег глумца освојио је Дастин Хофман. Тиме је постао пета особа која је два пута победила у поменутој категорији. Сигорни Вивер је постала пета глумица која је добила две номинације за глуму у истој години, али није победила ни у једној категорији. Џон Ласитер и Вилијам Ривс освојили су награду за најбољи анимирани кратки филм за Tin Toy, што је био први Пиксаров Оскар икада и први ЦГИ филм који је освојио Оскара.

## Награде

### Награде
Победници су наведени први, истакнути подебљаним словима и означени двоструким бодежом (‡).
| Најбољи филм - Кишни човек – Марк Џонсон, продуцент‡ - Случајни туриста – Лоренс Касдан, Чарлс Окун, и Мајкл Грило, продуценти - Опасне везе – Норма Хејман and Ханк Моњена, продуценти - Мисисипи у пламену – Фредерик Золо и Роберт Ф. Колсбери, продуценти - Запослена девојка – Даглас Вик, продуцент                  | Најбољи редитељ - Бари Левинсон – Кишни човек‡ - Чарлс Крајтон – Риба звана Ванда - Мартин Скорсезе – Посљедње Христово искушење - Ален Паркер – Мисисипи у пламену - Мајк Николс – Запослена девојка |
| Најбољи глумац - Дастин Хофман – Кишни човек као Рејмонд Бабит‡ - Џин Хекмен – Мисисипи у пламену као агент Руперт Андерсон - Том Хенкс – Велики као Џош Баскин - Едвард Џејмс Олмос – Стој чврсто и одради посао као Хаиме Ескаланте - Макс фон Сидоу – Пеле освајач као Ласе Карлсон                                     | Најбоља глумица - Џоди Фостер – Оптужена као Сара Тобајас‡ - Глен Клоус – Опасне везе маркиза де Мертеј - Мелани Грифит – Запослена девојка као Тес Мекгрил - Мерил Стрип – Плач у тами као Линди Чемберлејн - Сигорни Вивер – Гориле у магли као Дајан Фоси |
| Најбољи споредни глумац - Кевин Клајн – Риба звана Ванда као Ото Вест‡ - Алек Гинис – Мала Дорит као Вилијам Дорит - Мартин Ландау – Такер: човек и његов сан као Абе - Ривер Финикс – Живот у бекству као Дени Папа - Дин Стоквел – Удата за мафију као Ентони „Тони Тигар“ Русо                                          | Најбоља споредна глумица - Џина Дејвис – Случајни туриста као Мјуриел Причет‡ - Џоан Кјузак – Запослена девојка као Син - Франсес Макдорманд – Мисисипи у пламену као госпође Пел - Мишел Фајфер – Опасне везе као мадам де Турвел - Сигорни Вивер – Запослена девојка као Катарине Паркер |
| Најбољи оригинални сценарио - Кишни човек – сценарио Роналд Бас, Бари Мороу ; филмска прича Бари Мороу ‡ - Велики – Гари Рос и Ана Спилберг - Дарамски бик – Рон Шелтон - Риба звана Ванда – сценарио Џон Клиз; филмска прича Џон Клиз и Чарлс Крајтон - Живот у бекству – Наоми Фонер                                     | Најбољи адаптирани сценарио - Опасне везе – Кристофер Хемптон по роману Les Liaisons Dangereuses Шодерлоа де Лаклоа и драми Кристофера Хемптона‡ - Случајни туриста – Френк Галати и Лоренс Касдан по роману Ен Тајлер - Гориле у магли – режија Ана Хамилтон Филан; филмска прича Ана Хамилтон Филан и Таб Марфи по тексту Харолда Т. П. Хејза и Алексе Шуматоф. - Мала Дорит – Кристина Едзард по роману Чарлса Дикенса - Неподношљива лакоћа постојања – Жан-Клод Каријер и Филип Кауфман по роману by Милана Кундере |
| Најбољи међународни филм - Пеле освајач (Данска) на данском – Биле Аугуст‡ - Hanussen (Мађарска) на мађарском – Иштван Сабо - The Music Teacher (Белгија) на француском – Жерар Корбије - Salaam Bombay! (Индија) на хинду – Мира Наир - Women on the Verge of a Nervous Breakdown (Шпанија) на шпанском – Педро Алмодовар | Најбољи дугометражни документарни филм - Hôtel Terminus: The Life and Times of Klaus Barbie – Марсел Офулс‡ - The Cry of Reason: Beyers Naude - An Afrikaner Speaks Out – Роберт Билхајмер и Роналд Микс - Let's Get Lost – Брус Вебер и Нан Буш - Promises to Keep – Џини Дерин - Who Killed Vincent Chin? – Рене Таџима-Пења и Кристина Чој |
| Најбољи кратки документарни филм - You Don't Have to Die – Вилијам Гутентаг и Малком Кларк‡ - The Children's Storefront – Карен Гудман - Family Gathering – Лиса Јасуи и Ен Тегнел - Gang Cops – Томас Б. Флеминг и Денијел Џ. Маркс - Portrait of Imogen – Ненси Хејл и Мег Партриџ                                       | Најбољи краткометражни играни филм - The Appointments of Dennis Jennings – Дин Парисо и Стивен Рајт‡ - Cadillac Dreams – Матија Карел и Аби Голдстин - Gullah Tales – Џорџ Деголијан и Гари Мос |
| Најбољи кратки анимирани филм - Tin Toy – Џон Ласитер и Вилијам Ривс‡ - The Cat Came Back – Кордел Баркер - Technological Threat – Бил Кројер и Брајан Џенингс | Најбоља музика - Милагро – Дејв Грусин‡ - Случајни туриста – Џон Вилијамс - Опасне везе – Џорџ Фентон - Гориле у магли – Морис Жар - Кишни човек – Ханс Зимер |
| Најбоља песма - Let the River Run из Запослена девојка – музика и текст Карли Сајмон‡ - Calling You из Багдад кафе – музика и текст Боб Телсон - Two Hearts из Бастер – музика Ламонт Дозје; текст Фил Колинс | Најбољи микс звука - Bird – Лес Фрешолц, Дик Александер, Верн Пур, и Вили Д. Буртон‡ - Умри мушки – Дон Басман, Кевин Ф. Клири, Ричард Овертон, и Ал Овертон млађи - Гориле у магли – Енди Нелсон, Брајан Сондерс, и Питер Хандфорд - Мисисипи у пламену – Роберт Џ. Лит, Елиот Тајсон, Рик Клајн, и Дени Мајкл - Ко је сместио Зеки Роџеру – Роберт Нудсон, Џон Бојд, Дон Диџироламо, и Тони Доу |
| Најбоља монтажа звука - Ко је сместио Зеки Роџеру – Чарлс Л. Кембел и Луис Едеман‡ - Умри мушки – Стивен Хантер Флик и Ричард Шор - Вилоу – Бен Барт и Ричард Химс | Најбоља сценографија - Опасне везе – уметнички директор: Стјуарт Крејг; сценографија: Жерар Џејмс‡ - Beaches – уметнички директор: Алберт Бренер; сценографија: Гарет Луис. - Кишни човек – уметнички директор: Ида Рандом; сценографија: Линда ДеСена. - Tucker: The Man and His Dream – уметнички директор: Дин Тавуларис; сценографија: Армин Ганц. - Ко је сместио Зеки Роџеру – уметнички директор: Елиот Скот; Декорација: Питер Хауит                                                                             |
| Најбоља шминка и фризура - Битлђус – Ви Нил, Стив Ла Порт, и Роберт Шорт‡ - Принц открива Америку – Рик Бејкер - Божићни духови – Томас Р. Бурман и Бари Дрејбенд-Бурман | Најбоља костимографија - Опасне везе – Џејмс Ачесон‡ - Принц открива Америку – Дебора Надулман Ландис - Ништа осим песка – Џејн Робинсон - Залазак сунца – Патриша Норис - Такер: човек и његов сан – Милена Канонеро |
| Најбоља фотографија - Мисисипи у пламену – Питер Бижу‡ - Кишни човек – Џон Сил - Зора очајника – Конрад Хол - Неподношљива лакоћа постојања – Свен Никвист - Ко је сместио Зеки Роџеру – Дин Канди | Најбоља монтажа - Ко је сместио Зеки Роџеру – Артур Шмит‡ - Умри мушки – Франк Џ. Уриосте и Џон Ф. Линк - Гориле у магли – Стјуарт Бејрд - Мисисипи у пламену – Џери Хамблинг - Кишни човек – Сту Линдер |
| Најбољи визуелни ефекти - Ко је сместио Зеки Роџеру – Кен Ралстон, Ричард Вилијамс, Едвард Џоунс, и Џорџ Гибс‡ - Умри мушки – Ричард Едлунд, Ал Дисаро, Брент Боутс, и Тејн Морис - Вилоу – Денис Мурен, Мајкл Џ. МакАлистер, Фил Типет, и Крис Еванс                                                                      | |

### Почасни Оскар
- Национални филмски одбор Канаде[13]
- Истман Кодак Компани[14]

### Оскар за специјално достигнуће
Ричарду Вилијамсу за режију анимације Ко је сместио Зеки Роџеру.

## Церемонија
У покушају да привуче гледаоце на телевизијски програм и повећа интересовање за свечаности, Академија је ангажовала филмског продуцента и ветерана Оскара, извршног координатора за таленте Алана Кара да продуцира церемонију 1989. године. У интервјуима за разне медије, он је истакао да је, продуцирати церемонију Оскара, остварење сна.
Значајне промене су уведене у продукцију телевизијског програма. По први пут, водитељи су сваког победника прогласили фразом „И Оскар иде ...” уместо „И победник је...”. Зелена соба у којој су се окупили водитељи Оскара, извођачи и победници у бекстејџу претворена је у луксузни апартман са намештајем, сликама, освежењем и другим садржајима под називом „Оскар клуб“. Уместо да ангажује водитеља домаћина, Кар се у великој мери ослањао на презентере често груписане у парове који су повезани, било кроз породицу или филмску индустрију (тема коју је навео као „парови, пратиоци, партнери и сапутници“). Следећа додела Оскара без домаћина уследила је тек 2019. године.
Неколико других људи је било укључено у производњу церемоније. Џеф Марголис је био директор емисије. Текстописац и композитор Марвин Хамлиш је ангажован као музички надзорник свечаности. Комичар и писац Брус Виланч је ангажован као писац за емисију, улогу коју је обављао до 2014. године. Кар је такође окупио осамнаест младих звезда, укључујући Патрика Демпсија, Корија Фелдмана, Рики Лејка и Блера Андервуда, да би наступили у музичкој нумери под називом „I Wanna Be an Oscar Winner“ (срп. Желим да будем добитник Оскара). Међутим, за разлику од већине додела Оскара, Кар је најавио да ниједна од три песме номиноване за најбољу оригиналну песму неће бити изведена уживо.
Телевизијски пренос је такође остао упамћена по томе што је то било последње јавно појављивање глумице и комичарке Лусил Бол, где су она и ко-презентер Боб Хоуп добили овације. Дана 26. априла, скоро месец дана након церемоније, преминула је од дисецирајуће анеуризме аорте у 77. години.

### Уводни комади
У покушају да покаже више гламура и спектакуларности на церемонији, продуцент Кар је ангажовао драматурга Стива Силвера да копродуцира уводне комаде инспирисане Силверовом дугогодишњом музичком ревијом Beach Blanket Babylon. Сегмент се састојао од разрађене сценске представе усредсређене на глумицу Ајлин Боуман обучену као Снежана из Дизнијевог филма Снежана и седам патуљака, која долази у Холивуд и одушевљава се његовим гламуром. Попут Beach Blanket Babylon, у првом делу су се појавили плесачи који су носили огромне, сложене шешире. У амбијенту дизајнираном да личи на ноћни клуб Коконат Гров, појављивали су се холивудски угледници као што су глумице Алис Феј, Дороти Ламур, Сид Шарис, њен супруг Тони Мартин, као и Бади Роџерс и Винсент Прајс, док је певач и телевизијски продуцент Мерв Грифин изводио обраду песме I've Got a Lovely Bunch of Coconuts. Ајлин и глумац Роб Лоу су затим отпевали прерађену верзију песме Proud Mary, рок бенда Криденс клирвотер ривајвал, са текстом прилагођеним да се односе на филмску индустрију, и управо је ова песма по којој је тај чин неславно упамћен.

### Рејтинг и утицај
Упркос критикама у вези са продукцијом церемоније, пренос на Еј-Би-Си-у привукао је у просеку 42,68 милиона гледалаца, што је повећање од 1% у односу на пређашњу церемонију. Емисија је такође привукла веће рејтинг па је према Нилсен рејтингу, у поређењу са претходном церемонијом, са 29,81% домаћинстава са шером од 50,41. Био је то најгледанији пренос Оскара од 56. церемоније, одржане 1984. године.
Ипак, АМПАС је основао Комитет за ревизију доделе награда како би проценио и утврдио зашто је телевизијски пренос изазвао тако негативну реакцију медија и индустрије забаве. Комисија је касније утврдила да је Карова највећа грешка била што је дозволио да се уводни комади изводе 12 минута. Продуцент и бивши председник Удружења америчких режисера Гилберт Кејтс, који је био на челу комитета, рекао је да Кар не би добио тако оштре критике да је број уводних комада био много мањи. Кејтс је касније ангажован као продуцент телевизијског програма за наредну годину.
Према различитим инсајдерима и новинарима шоубизниса, критике и реакције са церемоније довеле су до тога да Кар никада више није продуцирао филм или позоришну представу. Умро је од компликација насталих од рака јетре 29. јуна 1999. године у 62. години живота.

### Званичне веб презентације
- Званична страница награде
- Званичан веб-сајт Академије филмских уметности и наука
- Канал награде на платформи Јутјуб (под управљањем Академије филмских уметности и наука)

### Анализе
- 1988 Academy Awards Winners and History Filmsite.org
- Academy Awards, USA: 1989 Internet Movie Database

### Остали извори
- The 61st Annual Academy Awards на веб-сајту  (језик: енглески)